# Dahdi Dube
Dahdi Dube (amharisch ዳህዲ ዱቤ; * 16. Januar 2005) ist eine äthiopische Mittel- und Langstreckenläuferin.

## Sportliche Laufbahn
Erste internationale Erfahrungen sammelte Dahdi Dube bei den Crosslauf-Weltmeisterschaften 2024 in Belgrad, bei denen sie in 22:43 min gemeinsam mit Taresa Tolosa, Adehana Kasaye und Birri Abera die Silbermedaille in der Mixed-Staffel hinter dem kenianischen Team gewann.